# Le grandi storie della fantascienza 9
Le grandi storie della fantascienza 9 (titolo originale Isaac Asimov Presents the Great SF Stories 9 (1947)) è un'antologia di racconti di fantascienza raccolti e commentati da Isaac Asimov e Martin H. Greenberg. Fa parte della serie Le grandi storie della fantascienza e comprende racconti pubblicati nel 1947.
È stata pubblicata nel 1983 e tradotta in italiano l'anno successivo.

## Racconti
- Il piccolo robot smarrito (Little Lost Robot), di Isaac Asimov
- I Figli del Domani (Twilight World), di Poul Anderson
- Gioco da bambini (Child's Play), di William Tenn
- Molte volte, ripetutamente (Time and Time Again), di H. Beam Piper
- Tiny e il mostro (Tiny and the Monster), di Theodore Sturgeon
- D come Diamoci Dentro (E for Effort), di Thomas L. Sherred
- Lettera a Ellen (Letter to Ellen), di Chan Davis
- La statuetta (The Figure), di Edward Grendon
- A mani incrociate... (With Folded Hands...), di Jack Williamson
- I fuochi dentro (The Fires Within), di Arthur C. Clarke
- Ora zero (Zero Hour), di Ray Bradbury
- Modellista (Hobbyist), di Eric Frank Russell
- Esce il Professore (Exit the Professor), di Lewis Padgett
- Il tuono e le rose (Thunder and Rose), di Theodore Sturgeon

## Edizioni
- Isaac Asimov Presents The Great SF Stories 9 (1947), DAW Books, 1983.
- Le grandi storie della fantascienza 9 (1947), traduzione di Giampaolo Cossato e Sandro Sandrelli, SIAD Edizioni, 1984.
- Le grandi storie della fantascienza 9, traduzione di Giampaolo Cossato e Sandro Sandrelli, Bompiani, 1993, ISBN 88-452-1986-0.
- Le grandi storie della fantascienza 9, traduzione di Giampaolo Cossato e Sandro Sandrelli, RCS Periodici, 2006.